# Épinac
Épinac is een gemeente in het Franse departement Saône-et-Loire (regio Bourgogne-Franche-Comté). De plaats maakt deel uit van het arrondissement Autun. Épinac telde op 1 januari 2022 2.150 inwoners.

## Geografie
De oppervlakte van Épinac bedroeg op 1 januari 2022 25,77 vierkante kilometer; de bevolkingsdichtheid was toen 83,4 inwoners per km².

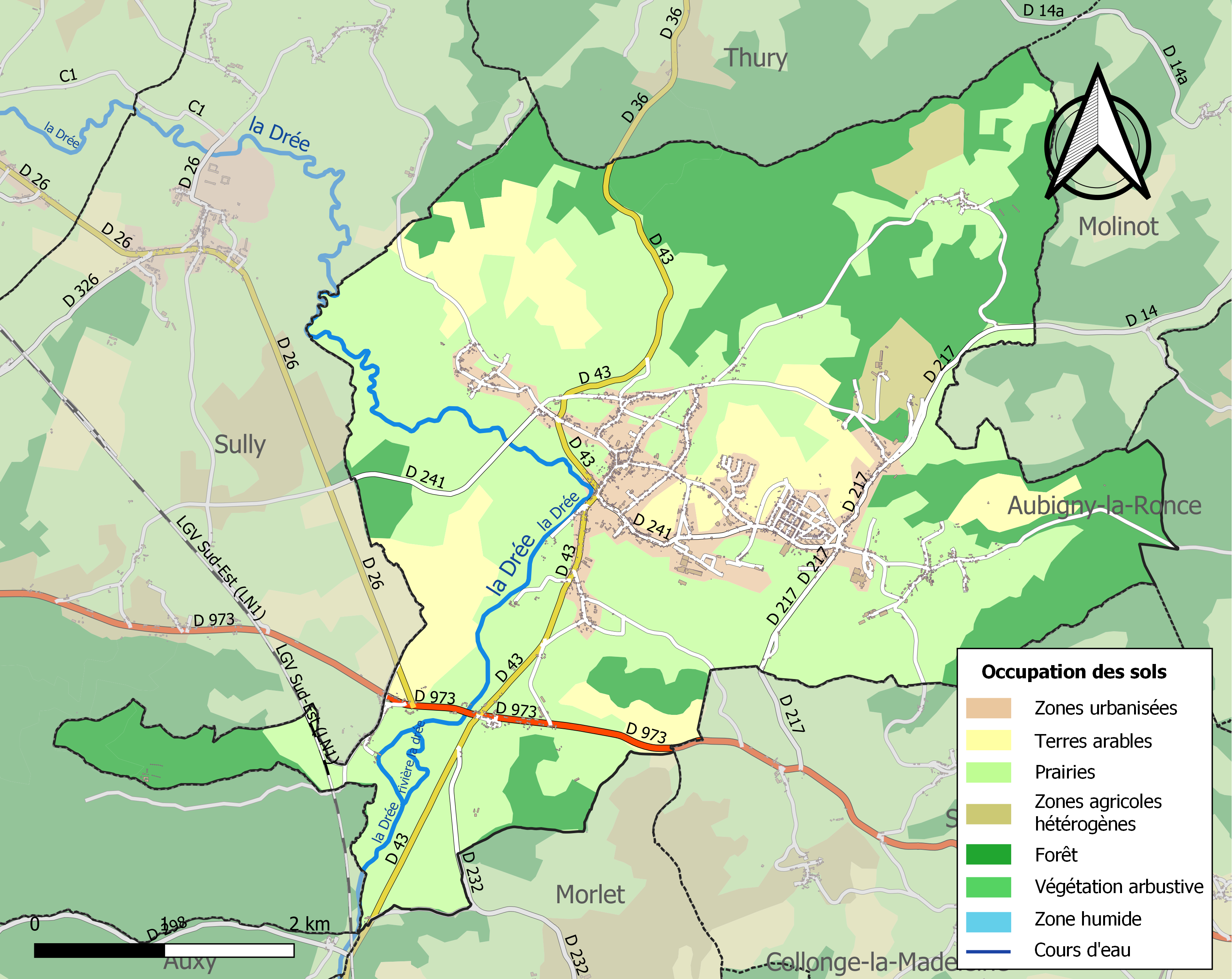
Kaart van de gemeente met de belangrijkste infrastructuur, bodemgebruik en omliggende gemeenten

## Demografie
De figuur toont het verloop van het inwonertal (bron: INSEE-tellingen).